# Xenimpia conformis
Xenimpia conformis är en fjärilsart som beskrevs av W. Warren 1898. Xenimpia conformis ingår i släktet Xenimpia och familjen mätare. Inga underarter finns listade i Catalogue of Life.